# بيتر بيزينيي
بيتر بيزينيي (بالإنجليزية: Péter Besenyei)‏ (من مواليد 1956) وهو بطل العالم في مجال الأكروبات الهوائية. ولد في 8 يونيو 1956 في كورميند، المجر. عاش بالقرب من مطار بودابست وأصبح مهتمًا بالطيران عندما كان طفلاً. من مشاهدة بطولة العالم لعام 1960، قرر أن يصبح طيارًا. في سن 15 سنة، طار بطائرة شراعية لأول مرة. وفي عام 1976 دخل بيتر أول مسابقة طيران له عن طريق قيادة طائرة شراعية وأظهر موهبته، حيث حصل على المركز الثاني.
أصبح بيتر بيزينيي رائداً في مجال الطيران، وحاز على العديد من الألقاب في البطولات الوطنية والدولية. فاز بأول ميدالية ذهبية له في عام 1982 في البطولة الوطنية النمساوية. كان تخصصه هو الأكروبات الحر. قام بيتر ببعض الحركات الجديدة من اختراعه وفي عام 1984، قام بحركة «دوران حافة السكين». في عام 1995، فاز بيتر بيزينيي بميداليتين ذهبيتين وتم اختياره كأفضل طيار في مجال الأكروبات. وفي عام 2001 طار بيزينيي بالمقلوب تحت جسر تشيشيني تشاين الذي يمتد على نهر الدانوب في بودابست، وهي مناورة أصبحت معيارًا في السباقات الجوية اليوم.
يشار إلى بيتر في بعض الأحيان باسم الأب الروحي لبطولة العالم ريد بول الجوية بسبب تطويره للمسابقة. وقد سُئل في عام 2001 من قبل شركة الشراب النمساوية «ريد بول» للمساعدة في تطوير مفهوم المسابقة. ساعد بيتر في وضع القواعد واللوائح واختار بعناية أكثر الطيارين جرأة، مع المهارات والشجاعة، للتعامل مع التحديات الجسدية والعقلية في السباق الجوي. أقيم السباق الأول في عام 2003 في زيلتويج بالنمسا. بعد عامين، أصبحت المنافسة منظمة عالمية لسباق ريد بول الجوي العالمي.
وهو حالياً طيار اختبار لمكتب الطيران الهنغاري ومدرب طيران للطيارين البهلوانيين على Zivko Edge 540. من هوايات بيتر: سباق السيارات والتزلج والقفز بالمظلات وصيد الأسماك والتصوير الفوتوغرافي.
تقاعد بيتر من بطولة ريد بول العالمية في موسم 2015.

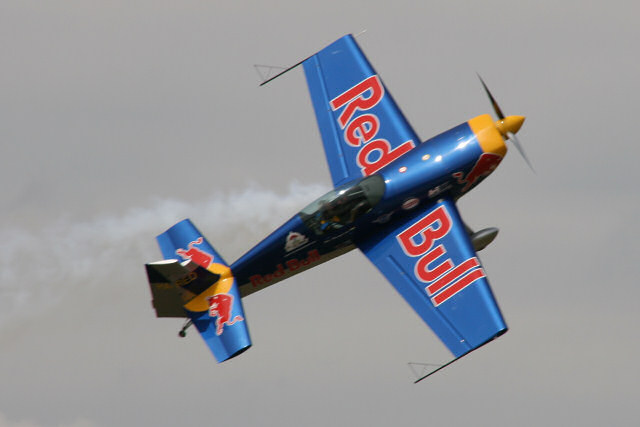
بيتر بيزينيي

## إنجازاته
1982
- البطولات الوطنية النمساوية - الفائز العام

1990
- بطولة العالم للأيروباتيكس - المركز الثاني

1993
- كأس العالم للبريكتلينغ - المركز الثالث

1994
- بطل العالم لبرنامج الطيران

1995
- بطل أوروبا

2000
- بطل العالم الحر

2003
- طوكيو، اليابان - المركز الأول

## جوائز
- 1996 - حصل على «الميدالية الذهبية» وتسلمها من رئيس جمهورية المجر أرباد كونز[3]

| بيتر بيزينيي في بطولة ريد بول الجوية العالمية | بيتر بيزينيي في بطولة ريد بول الجوية العالمية | بيتر بيزينيي في بطولة ريد بول الجوية العالمية | بيتر بيزينيي في بطولة ريد بول الجوية العالمية | بيتر بيزينيي في بطولة ريد بول الجوية العالمية | بيتر بيزينيي في بطولة ريد بول الجوية العالمية | بيتر بيزينيي في بطولة ريد بول الجوية العالمية | بيتر بيزينيي في بطولة ريد بول الجوية العالمية | بيتر بيزينيي في بطولة ريد بول الجوية العالمية | بيتر بيزينيي في بطولة ريد بول الجوية العالمية | بيتر بيزينيي في بطولة ريد بول الجوية العالمية | بيتر بيزينيي في بطولة ريد بول الجوية العالمية | بيتر بيزينيي في بطولة ريد بول الجوية العالمية | بيتر بيزينيي في بطولة ريد بول الجوية العالمية | بيتر بيزينيي في بطولة ريد بول الجوية العالمية | بيتر بيزينيي في بطولة ريد بول الجوية العالمية |
| السنة                                         | 1                                             | 2                                             | 3                                             | 4                                             | 5                                             | 6                                             | 7                                             | 8                                             | 9                                             | 10                                            | 11                                            | 12                                            | النقاط                                        | الفوز                                         | الترتيب                                       |
| --------------------------------------------- | --------------------------------------------- | --------------------------------------------- | --------------------------------------------- | --------------------------------------------- | --------------------------------------------- | --------------------------------------------- | --------------------------------------------- | --------------------------------------------- | --------------------------------------------- | --------------------------------------------- | --------------------------------------------- | --------------------------------------------- | --------------------------------------------- | --------------------------------------------- | --------------------------------------------- |
| 2003 ‏                                         | المركز الأول                                  | المركز الأول                                  |                                               |                                               |                                               |                                               |                                               |                                               |                                               |                                               |                                               |                                               | 6                                             | 2                                             | المركز الأول                                  |
| 2004 ‏                                         | المركز الثالث                                 | المركز الثالث                                 | المركز الثالث                                 |                                               |                                               |                                               |                                               |                                               |                                               |                                               |                                               |                                               | 12                                            | 0                                             | المركز الثاني                                 |
| 2005 ‏                                         | المركز الأول                                  | المركز الثاني                                 | المركز الثاني                                 | المركز الأول                                  | المركز الثالث                                 | المركز الرابع                                 | المركز الرابع                                 |                                               |                                               |                                               |                                               |                                               | 32                                            | 2                                             | المركز الثاني                                 |
| 2006 ‏                                         | المركز الثالث                                 | المركز الأول                                  | المركز الثاني                                 | روسيا                                         | المركز الثالث                                 | المجر                                         | المركز الثاني                                 | المركز الثاني                                 | المركز الأول                                  |                                               |                                               |                                               | 35                                            | 2                                             | المركز الثاني                                 |
| 2007 ‏                                         | المركز الأول                                  | المركز الخامس                                 | المركز الأول                                  | المركز الخامس                                 | إسبانيا                                       | المركز الثالث                                 | المركز الثالث                                 | المركز الرابع                                 | المركز الرابع                                 | المركز السادس                                 | المكسيك                                       | المركز السابع                                 | 31                                            | 2                                             | المركز الثالث                                 |
| 2008 ‏                                         | المركز الرابع                                 | المركز الثامن                                 | المركز الخامس                                 | السويد                                        | المركز السادس                                 | المركز الرابع                                 | المركز الخامس                                 | المركز السابع                                 | إسبانيا                                       | المركز السابع                                 |                                               |                                               | 34                                            | 0                                             | المركز الخامس                                 |
| 2009 ‏                                         | المركز العاشر                                 | المركز الرابع                                 | كندا                                          | المركز العاشر                                 | المركز الرابع                                 | المركز الثامن                                 |                                               |                                               |                                               |                                               |                                               |                                               | 24                                            | 0                                             | المركز الثامن                                 |
| 2010 ‏                                         | المركز الثالث                                 | المركز العاشر                                 | المركز الحادى عشر                             | المركز العاشر                                 | المركز الثامن                                 | المركز التاسع                                 | المجر                                         | البرتغال                                      |                                               |                                               |                                               |                                               | 21                                            | 0                                             | المركز العاشر                                 |
| 2014 ‏                                         | المركز العاشر                                 | المركز الحادى عشر                             | المركز السابع                                 | المركز السابع                                 | المركز السابع                                 | المركز الثاني عشر                             | المركز الثاني عشر                             | المركز الثاني عشر                             |                                               |                                               |                                               |                                               | 6                                             | 0                                             | المركز الحادى عشر                             |
| 2015 ‏                                         | المركز السابع                                 | المركز الثالث عشر                             | المركز الثاني عشر                             | المركز السادس                                 | المركز السادس                                 | المركز الثامن                                 | المركز الثاني عشر                             | 13th                                          |                                               |                                               |                                               |                                               | 9                                             | 0                                             | المركز الثاني عشر                             |

## وصلات خارجية
- Péter Besenyei Official Site
- Péter Besenyei (Official Fan Page)
- Biography at Budapest Pocket Guide website
- Red Bull Air Race World Series official website
- Aerobatics website with Péter Besenyei videos
- The Story of Péter Besenyei on Youtube
- The Story of Air Show Unawatuna Beach, Sri Lanka

| مناصب رياضية | مناصب رياضية                             | مناصب رياضية        |
| ------------ | ---------------------------------------- | ------------------- |
| سبقه لا يوجد | بطولة ريد بول الجوية للسباق العالمي 2003 | تبعه كيربي تشامبليس |